# 9033 Kawane
A 9033 Kawane (ideiglenes jelöléssel 1990 AD) a Naprendszer kisbolygóövében található aszteroida. Makio Akiyama és Toshimasa Furuta fedezte fel 1990. január 4-én.